# Wien Modern
Wien Modern ist ein österreichisches Festival für aktuelle Musik, das jährlich im November in Wien stattfindet. Es wurde 1988 von Claudio Abbado gegründet, um dem Wiener Publikum zentrale Werke der Neuen Musik in großem Rahmen zugänglich zu machen. Musik der Gegenwart ist der programmatische Ausgangspunkt des Festivals, ergänzt um Performance, bildende Kunst, Film und Video. Wien Modern findet in großen, traditionsreichen Konzertsälen Wiens, Theatern, Museen bis hin zu alternativen Spielorten statt.

## Geschichte
Die Gründung des Festivals Wien Modern geht auf eine Initiative des italienischen Dirigenten Claudio Abbado zurück. In seiner Funktion als Musikdirektor der Wiener Staatsoper konnte er Ende der 1980er Jahre Exponenten aus Politik und Kultur von der Notwendigkeit überzeugen, der Musik des 20. Jahrhunderts in Wien ein eigenes Forum zu bieten. Somit stand das neu gegründete Festival 1988 im Zeichen einer Vitalisierung des traditionsreichen Wiener Musiklebens. Lothar Knessl, Karsten Witt, Thomas Schäfer und Berno Odo Polzer haben dem Festival seither sein künstlerisches Profil verliehen. Von 2010 bis 2015 stand Wien Modern unter der künstlerischen Leitung von Matthias Lošek, ab 2016 ist Bernhard Günther für die künstlerische Leitung verantwortlich. Wien Modern ist ein Festival, das von Musik der Gegenwart ausgehend die Auseinandersetzung mit anderen Sparten und Kunstformen sucht. Das Festival wird unter anderem von Klangkörpern wie den Wiener Philharmonikern, dem ORF Radio-Symphonieorchester Wien und Klangforum Wien begleitet.

## Beteiligte Institutionen
Wien Modern wird veranstaltet vom Verein Wien Modern in Kooperation mit der Wiener Konzerthausgesellschaft und der Gesellschaft der Musikfreunde in Wien. Unterstützt wird Wien Modern von der Kapsch Aktiengesellschaft als Hauptsponsor. Zahlreiche Konzerte finden im Konzerthaus und im Musikverein statt, langjährige Partner sind Schömer-Haus, Semper Depot, Odeon und Alte Schmiede. Speziell für junges Publikum findet jährlich „Dschungel Wien Modern“ in Kooperation mit dem Dschungel Wien statt.

## Preise und Wettbewerbe
Seit 1989 wird im Rahmen von Wien Modern jährlich der Erste-Bank-Kompositionspreis vergeben. Gemeinsam mit der Erste Bank, Klangforum Wien und Kairos wird das neue Werk uraufgeführt und auf CD produziert.
2018 wurde bei Wien Modern der erstmals ausgetragene Österreichische Komponistinnen-Wettbewerb präsentiert. Die Preisträgerinnen waren Tanja Elisa Glinsner, Rojin Sharafi und Ursula Erhart-Schwertmann.